# 고유 궤도 에너지
이체 문제에서 고유 궤도 에너지 {\displaystyle \epsilon }(specific orbital energy) 또는 활력에너지(vis-viva energy)는 궤도에 관여하는 두 물체의 위치 에너지 {\displaystyle \epsilon _{p}}와 운동 에너지 {\displaystyle \epsilon _{k}}의 합을 환산 질량으로 나눈 값으로, 활력방정식에 의해 이 값은 시간과 관계없이 일정하게 유지된다. 단위는 J/kg = m2⋅s−2 또는 MJ/kg = km2⋅s−2이다.
{\displaystyle {\begin{aligned}\epsilon &=\epsilon _{k}+\epsilon _{p}\\&={\frac {v^{2}}{2}}-{\frac {\mu }{r}}=-{\frac {1}{2}}{\frac {\mu ^{2}}{h^{2}}}\left(1-e^{2}\right)=-{\frac {\mu }{2a}}\end{aligned}}}
- {\displaystyle v}은 상대 궤도 속도이다.
- {\displaystyle r}은 두 물체 사이의 거리이다.
- {\displaystyle \mu ={G}(m_{1}+m_{2})}은 두 물체의 표준 중력 변수의 합이다.
- {\displaystyle h}은 상대 비각운동량이다.
- {\displaystyle e}은 궤도 이심률이다.
- {\displaystyle a}은 궤도 긴반지름이다.

타원 궤도에서 고유 궤도 에너지는 해당 궤도를 도는 1 kg의 물체를 탈출 궤도로 진입시키는 데 필요한 에너지의 역수이며, 쌍곡선 궤도의 경우에는 포물선 궤도에 비해 추가로 보유한 에너지의 양과 같다.

## 각 궤도에 대한 방정식 형태
타원 궤도에서 고유 궤도 에너지의 식은 상대 비각운동량과 결합하면 다음으로 단순화된다.
{\displaystyle \epsilon =-{\frac {\mu }{2a}}}
- {\displaystyle \mu =G\left(m_{1}+m_{2}\right)}은 표준 중력 변수이다.
- {\displaystyle a}은 궤도 긴반지름이다.

증명
타원 궤도에서 고유 각운동량 h는 다음으로 구해진다.
{\displaystyle h^{2}=\mu p=\mu a\left(1-e^{2}\right)}
고유 궤도 에너지 식의 일반형은 다음과 같다.
{\displaystyle \epsilon ={\frac {v^{2}}{2}}-{\frac {\mu }{r}}}
궤도 근점에서의 상대 속도와 관련시키면 다음과 같이 변한다.
{\displaystyle v_{p}^{2}={h^{2} \over r_{p}^{2}}={h^{2} \over a^{2}(1-e)^{2}}={\mu a\left(1-e^{2}\right) \over a^{2}(1-e)^{2}}={\mu \left(1-e^{2}\right) \over a(1-e)^{2}}}
따라서 고유 궤도 에너지 방정식은 다음과 같이 변형된다.
{\displaystyle \epsilon ={\mu  \over a}{\left[{1-e^{2} \over 2(1-e)^{2}}-{1 \over 1-e}\right]}={\mu  \over a}{\left[{(1-e)(1+e) \over 2(1-e)^{2}}-{1 \over 1-e}\right]}={\mu  \over a}{\left[{1+e \over 2(1-e)}-{2 \over 2(1-e)}\right]}={\mu  \over a}{\left[{e-1 \over 2(1-e)}\right]}=-{\mu  \over 2a}}
포물선 궤도에서 고유 궤도 에너지는 다음으로 고정된다.
{\displaystyle \epsilon =0}
쌍곡선 궤도에서는 a의 표시 방법에 따라, 타원 궤도와 형태가 같게 표시하거나 부호를 반전하여 표시한다. 이 경우의 고유 궤도 에너지는 특성 에너지({\displaystyle C_{3}})로서 간주할 수 있으며, 포물선 궤도에 비해 추가로 소유한 에너지의 양과 같다.
{\displaystyle \epsilon ={\mu  \over 2a}}
쌍곡선 초과 속도 {\displaystyle v_{\infty }}와는 다음의 관계가 있다.
{\displaystyle 2\epsilon =C_{3}=v_{\infty }^{2}.}
따라서, 궤도 위치 벡터 {\displaystyle \mathbf {r} } 또는 궤도 속도 벡터 {\displaystyle \mathbf {v} }를 알고 있으면 고유 궤도 에너지와 공전 속도를 계산할 수 있다.

### 변화율
타원 궤도에서 궤도 긴반지름의 변화에 대한 고유 궤도 에너지의 변화율은 다음과 같다.
{\displaystyle {\frac {\mu }{2a^{2}}}}
- {\displaystyle \mu ={G}(m_{1}+m_{2})}은 표준 중력 변수이다.
- {\displaystyle a\,\!}은 궤도 긴반지름이다.

### 추가 에너지
궤도 중심체의 반지름이 R이라 하면, 중심체 표면에 대한 타원 궤도에서 필요한 추가적인 고유 궤도 에너지는 다음과 같다.
{\displaystyle \ -{\frac {\mu }{2a}}+{\frac {\mu }{R}}={\frac {\mu (2a-R)}{2aR}}}
{\displaystyle 2a-R}은 중심체의 중심과 표면으로부터의 거리를 각각 더한 값과 같다. 지구의 경우 {\displaystyle a}가 {\displaystyle R}에 비해 큰 차이가 없는 경우에는 추가로 필요한 고유 궤도 에너지는 {\displaystyle (gR/2)}로 구해지며, 이는 속도의 수평 성분에 대한 운동 에너지이다.
{\displaystyle {\frac {V^{2}}{2}}={\frac {gR}{2}}},  {\displaystyle V={\sqrt {gR}}}

## 예시

### 보이저 1호
보이저 1호의 궤도 수치는 다음과 같다.
- 태양의 표준 중력 변수: {\displaystyle \mu =GM} = 132,712,440,018 km3⋅s−2
- r = 17×109 km
- v = 17.1 km/s

따라서 고유 궤도 에너지는 다음으로 구해진다.
{\displaystyle \epsilon =\epsilon _{k}+\epsilon _{p}={\frac {v^{2}}{2}}-{\frac {\mu }{r}}} = 146 km2⋅s−2 − 8 km2⋅s−2 =  138 km2⋅s−2
또한, 쌍곡선 초과 속도는 다음으로 구해진다.
{\displaystyle v_{\infty }=} 16.6 km/s

## 추력의 적용
로켓의 시간당 고유 궤도 에너지 변화는 {\displaystyle \mathbf {v} \cdot \mathbf {a} }으로 표현할 수 있으며, 이는 운동 에너지 측의 값 {\displaystyle \mathbf {v} \cdot (\mathbf {a} -\mathbf {g} )}과 위치 에너지 측의 값 {\displaystyle \mathbf {v} \cdot \mathbf {g} }의 합이다.
- a은 추력으로 인해 생기는 가속도로, 시간당 델타 V가 소모되는 비율이다.
- g은 중력장의 세기이다.
- v은 로켓의 속도이다.

로켓의 단위 델타 V 변화당 고유 궤도 에너지 변화는 다음으로 표현되며,
{\displaystyle {\frac {\mathbf {v\cdot a} }{|\mathbf {a} |}}}
이는 |v|에 v와 a 사이 각도의 코사인 값을 곱한 것과 같다.
따라서 고유 궤도 에너지를 증가시키기 위해 델타 V를 가할 때, 가속도 a가 v의 방향과 같은 방향으로 가해졌을 때 가장 효율이 높다.
로켓을 처음 발사할 때나 더 높은 궤도로 올라갈 때, 즉 v와 g 사이의 각도가 둔각일 경우, 델타 V를 최대한 빠르고 짧게 가하는 것이 가장 효율이 높다. 즉 행성을 근접 통과할 때는 행성에 가장 가까운 지점에서 분사하는 것이 가장 효율이 좋다는 뜻으로, 오베르트 효과와 같은 뜻이다.
반대로 고유 궤도 에너지를 감소시킬 때는, a가 v와 반대 방향일 때 효율이 가장 높으며, v와 g 사이 각도가 예각인 착륙이나 낮은 궤도로 내려가는 경우에는 델타 V를 최대한 늦게 가하는 것이 효율이 높다.
a의 방향이 v와 같다면 식은 다음이 된다.
{\displaystyle \Delta \epsilon =\int v\,d(\Delta v)=\int v\,adt}

### 고도별 속도와 고유 궤도 에너지의 값
| 궤도                                 | 거리 (중심부터 중심까지) | 고도 (지구의 표면부터) | 공전 속도                               | 공전 주기                  | 고유 궤도 에너지 |
| ------------------------------------ | ------------------------ | ---------------------- | --------------------------------------- | -------------------------- | ---------------- |
| 지구의 자전 (비교용)                 | 6,378 km                 | 0 km                   | 465.1 m/s                               | 23 시간 56 분              | −62.6 MJ/kg      |
| 지구 표면에서의 이론적인 궤도 (적도) | 6,378 km                 | 0 km                   | 7.9 km/s                                | 1 시간 24 분 18 초         | −31.2 MJ/kg      |
| 지구 저궤도                          | 6,600–8,400 km           | 200–2,000 km           | - 원: 6.9–7.8 km/s - 타원: 6.5–8.2 km/s | 1 시간 29 분 – 2 시간 8 분 | −29.8 MJ/kg      |
| 몰니야 궤도                          | 6,900–46,300 km          | 500–39,900 km          | 1.5–10.0 km/s                           | 11 시간 58 분              | −4.7 MJ/kg       |
| 정지 궤도                            | 42,000 km                | 35,786 km              | 3.1 km/s                                | 23 시간 56 분              | −4.6 MJ/kg       |
| 달의 궤도                            | 363,000–406,000 km       | 357,000–399,000 km     | 0.97–1.08 km/s                          | 27.3 일                    | −0.5 MJ/kg       |

## 같이 보기
- 치올콥스키 로켓 방정식